# Gumersindo Gómez
Gumersindo Gómez (1907–1980) bolíviai válogatott labdarúgó.
A bolíviai válogatott tagjaként részt vett az 1930-as világbajnokságon.

## Külső hivatkozások
- Gumersindo Gómez a FIFA.com honlapján Archiválva 2015. február 4-i dátummal a Wayback Machine-ben